# Rachanie
Rachanie is een dorp in het Poolse woiwodschap Lublin, in het district Tomaszowski (Lublin). De plaats maakt deel uit van de gemeente Rachanie en telt 990 inwoners.